# شهر آلینگسس
شهر آلینگسس (به سوئدی: Alingsås Municipality) یک ناحیه شهری در سوئد است که در استان وسترا گوتلاند واقع شده‌است.

## خواهرخوانده
شهرهای تارنبی، کمون دانمارک، Skedsmo، مون-دو-مارسان، دهستان لیسی و Kartung خواهرخوانده‌های شهر آلینگسس هستند.